# Pro ljubov. Tolko dlja vzroslykh
Pro ljubov. Tolko dlja vzroslykh (russisk: Про любовь. Только для взрослых) er en russisk spillefilm fra 2017.

## Medvirkende
- Anna Banshjjikova som Jelena
- Maksim Matvejev som Nikita Orlov
- Fjodor Bondartjuk som Igor
- Aleksandra Bortitj
- Tinatin Dalakishvili som Tanja